# 天山猪毛菜
天山猪毛菜（学名：Salsola junatovii）为苋科猪毛菜属的植物，为中国的特有植物。分布在中国大陆的新疆等地，生长于海拔1,300米至2,900米的地区，多生于干旱山坡或砾质荒漠，目前尚未由人工引种栽培。

## 形态
天山猪毛菜是20厘米到50厘米高的半灌木。其老枝为灰褐色木质，有纵裂纹。小枝则为下部为乳白色，上部为绿色的草质，平滑或有突起。天山猪毛菜无论是老枝或小枝的叶序均为互生，叶片呈现长1到2.5厘米，宽1.5到2.5厘米的半圆柱状，平滑或有突起。天山猪毛菜的叶片轻微内弯，钝或有小尖的叶片顶端。天山猪毛菜叶基扩展，扩展的地方上部缢缩成柄状，叶片在此脱落。
天山猪毛菜的花序呈现穗状再构成圆锥状的特点。天山猪毛菜的苞片为三角形，拥有肉质隆起的背面，其边缘为膜质，有尖顶端。天山猪毛菜的花被片呈现顶端钝的长卵形。结果时会变硬。花被片的背面中下部有5个翅状附属物，其中3个为较大的半圆形膜质翅，呈现棕褐色并有数量较多且明显的脉，另外两个翅为较小的矩圆形。包括翅在内，花被果时直径8到9毫米。在翅以上的部分，花被片向中央聚集，形成钝的圆锥体。花药附属物的顶端钝。天山猪毛菜的花柱粗壮。柱头为扁平的钻状，长度则是花柱的2到3倍。天山猪毛菜在8到9月开花，9到10月结果。
天山猪毛菜的种子为横生圆形，不过呈现多型性。其一为黄色，直径在1.7毫米左右。其二中心绿色而外围是黄色的种子，直径在2毫米左右。虽然黄色种子比绿色种子小，但质量却比绿色种子重。

## 分布
天山猪毛菜生长于天山南坡的旱山坡、砾石洪积扇及山间盆地。主要出现在焉耆盆地到喀什之间的中山带。从行政区划分上来说，天山毛猪菜主要分布在中华人民共和国新疆南疆地区的托克逊县、和硕县、和静县、焉耆县、拜城县、库车县、温宿县、乌什县、阿合奇县、阿图什市、乌恰县、阿克陶县，在阿克苏市、柯坪县、喀什市也有天山毛猪菜分布的记录。

## 环境风险
天山猪毛菜所面临的环境主要压力来自于干旱少雨。天山猪毛菜在受到干旱胁迫程度增加，其含水量、叶绿体和线粒体等均会受到影响。天山猪毛菜的叶片含水量会随着干旱程度的加剧而降低。虽然天山猪毛菜中的两种C4类二氧化碳固定中的光合酶（磷酸烯醇丙酮酸羧化激酶和苹果酸脱氢酶 (NADP+)）会随着干旱程度的加剧而变化，且天山猪毛菜的δ13C值也会随着干旱程度的加剧而变化，但是其值依然处在C3植物的范围内。相比于松叶猪毛菜、木本猪毛菜等其他猪毛菜属植物，天山猪毛菜其线粒体更易因干旱受损，使得天山猪毛菜抗旱性相对较弱。天山猪毛菜在《中国高等植物受威胁物种名录》之中被列入易危。